# Phoenix (geslacht)
Phoenix is een geslacht uit de palmenfamilie (Arecaceae). The Plant List en de Flora of China erkennen veertien soorten. De soorten uit het geslacht komen voor in Afrika, op het eiland Kreta en op de Canarische eilanden, en in Azië, van Turkije in het westen tot in Maleisië en China in het oosten.
De bekendste soort is de dadelpalm (Phoenix dactylifera).

## Soorten
- Phoenix acaulis Roxb.
- Phoenix atlantica A.Chev.,
- Phoenix caespitosa Chiov.
- Phoenix canariensis H.Wildpret
- Phoenix dactylifera L.
- Phoenix loureiroi Kunth
- Phoenix paludosa Roxb.
- Phoenix pusilla Gaertn.
- Phoenix reclinata Jacq.
- Phoenix roebelenii O'Brien
- Phoenix rupicola T.Anderson
- Phoenix sylvestris (L.) Roxb.
- Phoenix theophrasti Greuter

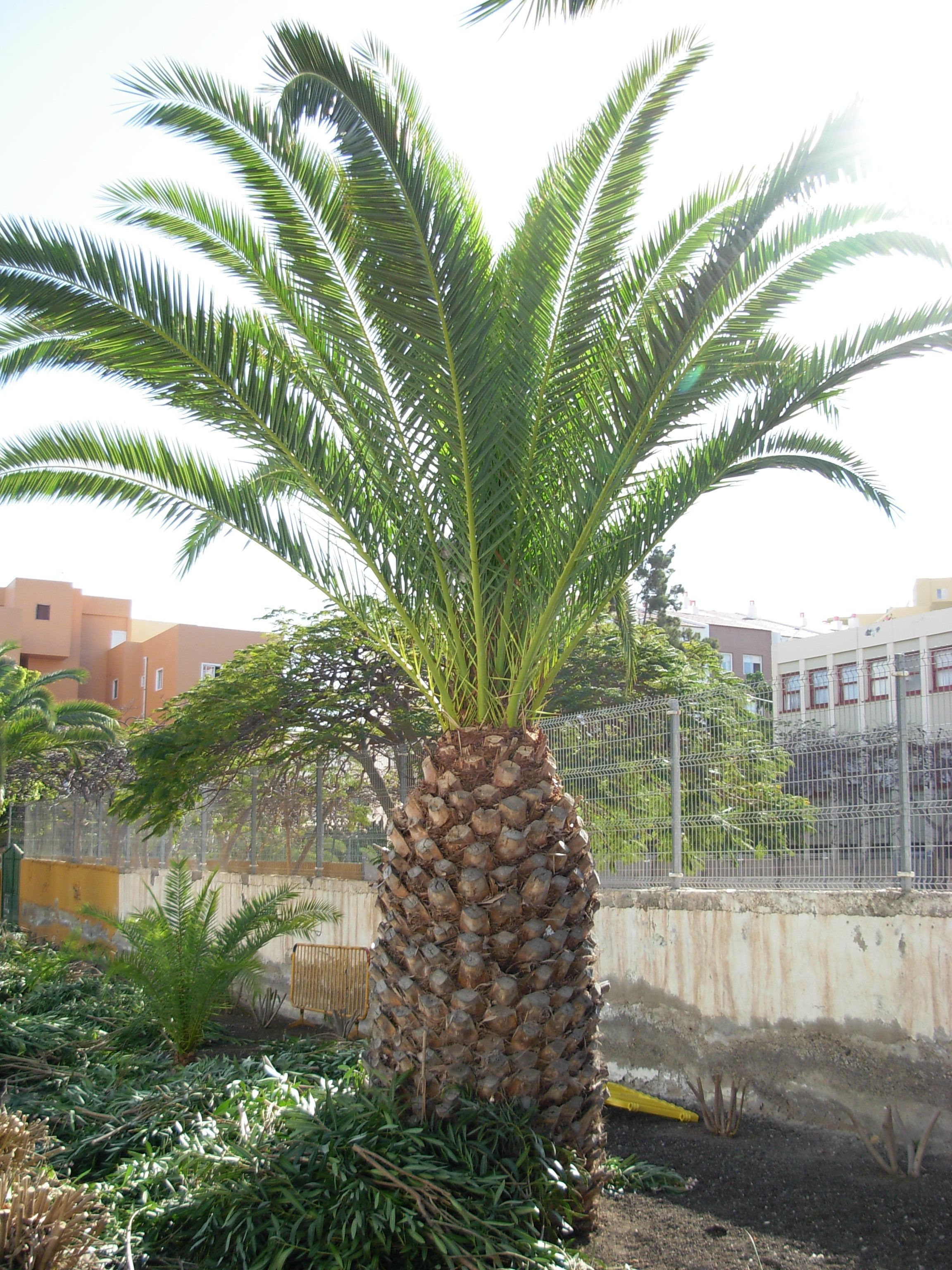
Canarische dadelpalm (Phoenix canariensis)
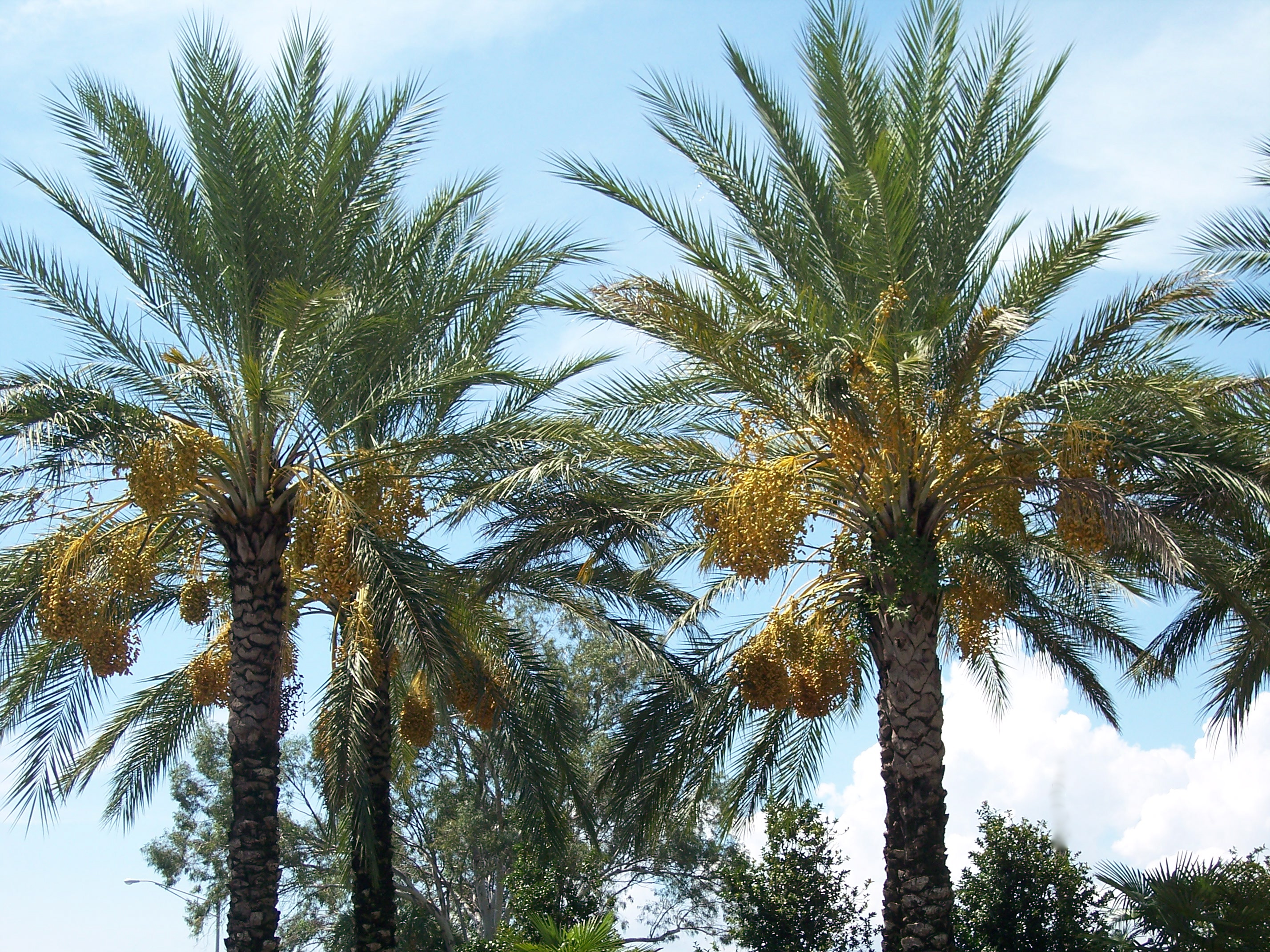
Dadelpalm (Phoenix dactylifera)
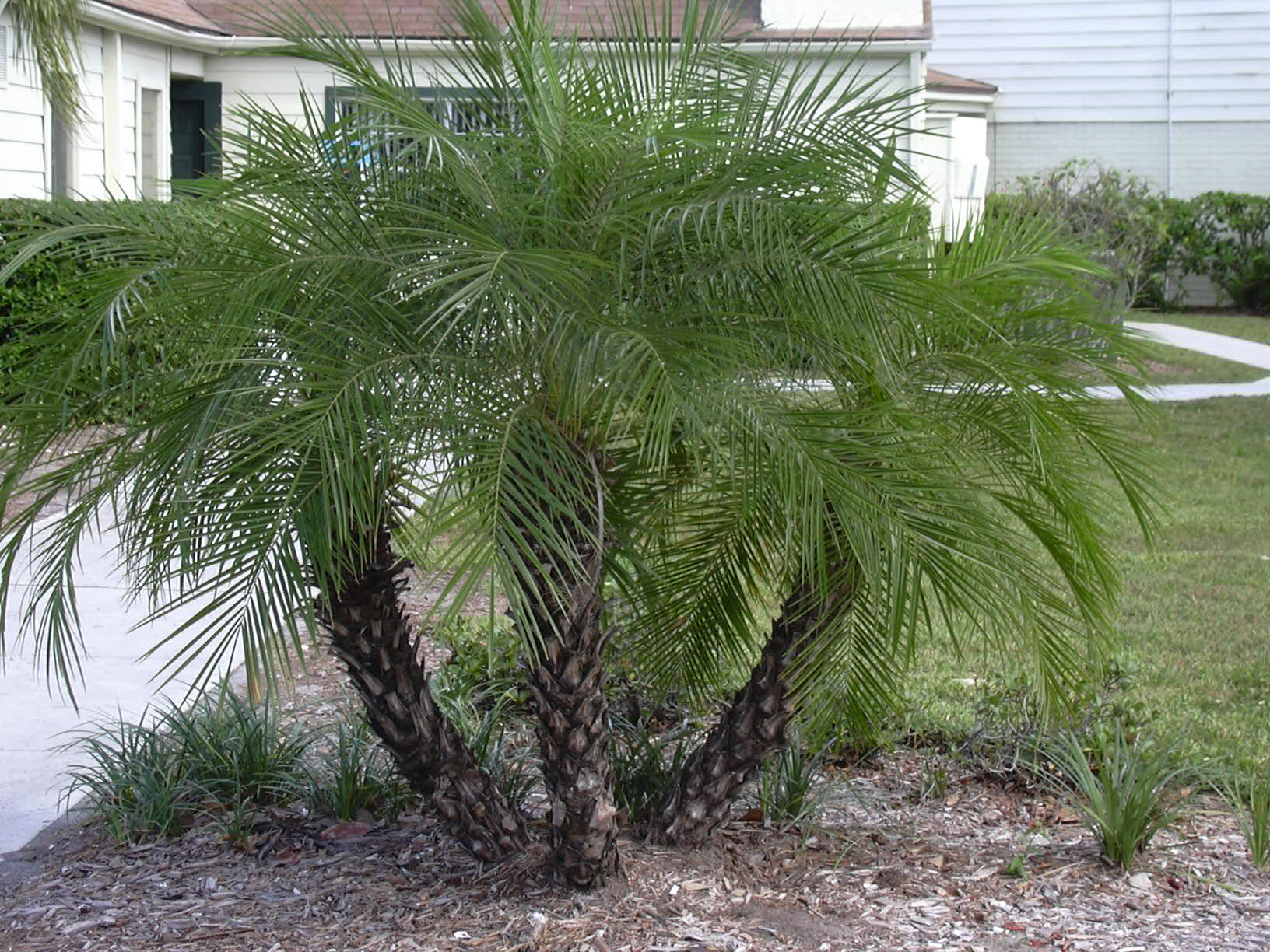
Dwergdadelpalm (Phoenix roebelenii)
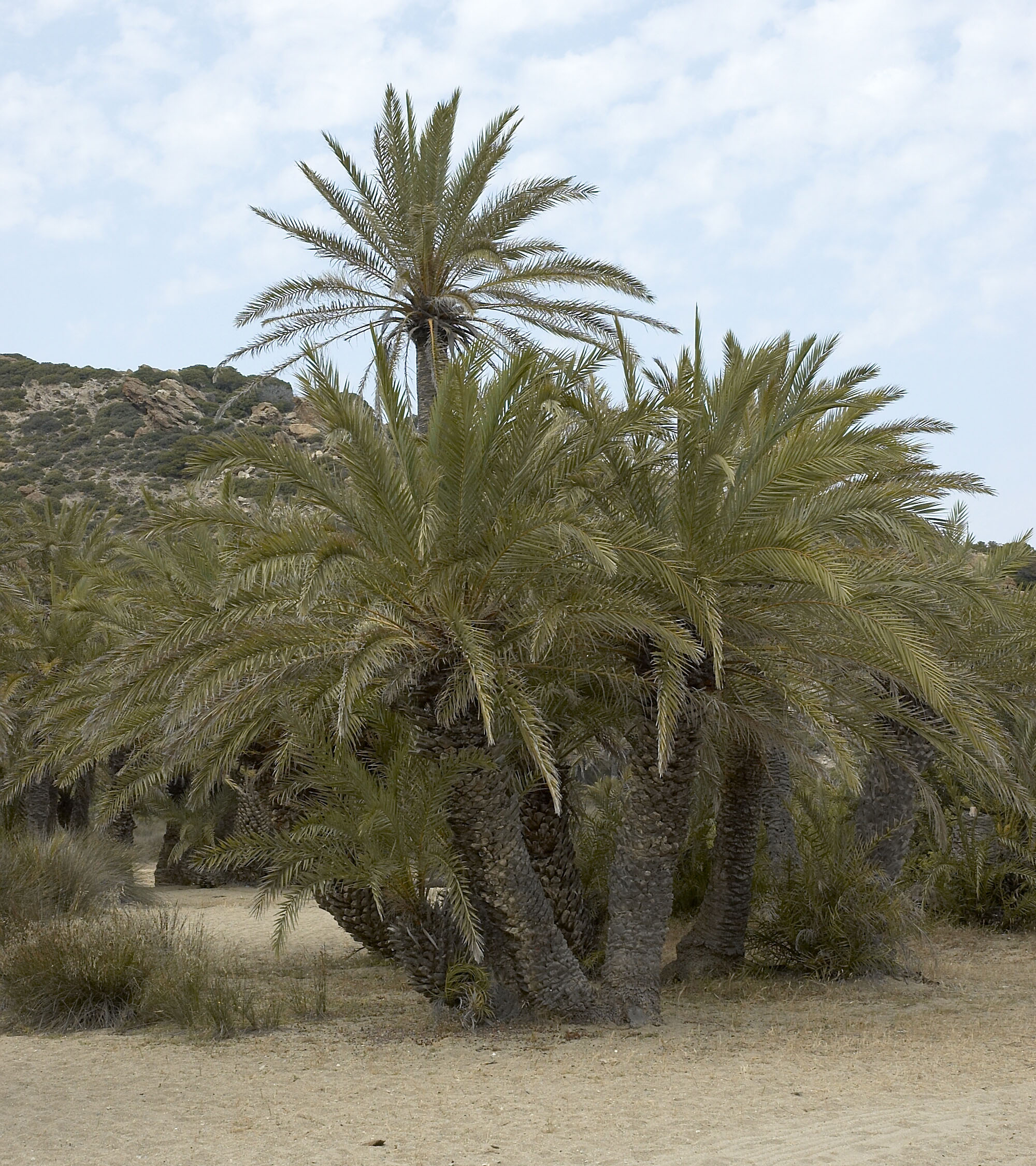
Kretenzische dadelpalm (Phoenix theophrasti)